# Ramblin’ Thomas
Willard „Ramblin’“ Thomas (* 1902 in Logansport, De Soto Parish, Louisiana; † 1945 in Memphis, Tennessee) war ein US-amerikanischer Musiker (Gesang, Gitarre) des Country Blues und Songwriter.

## Leben und Wirken
Willard Thomas stammte aus einer Familie mit neun Kindern; sein Vater spielte Fiddle und die drei Brüder Joe L., Jesse und Willard lernten Gitarre, wobei Willard Slide-Gitarren-Techniken praktizierte. Thomas spielte zunächst in Shreveport, Louisiana und in Oklahoma, dann ab Ende der 1920er-Jahre im Vergnügungsviertel Deep Ellum in Dallas; sein Gitarrenspiel war von Blind Lemon Jefferson, Lonnie Johnson und Blind Blake beeinflusst.
Er trat u. a. auf seinen ausgedehnten Tourneen in San Antonio, Oklahoma wahrscheinlich auch in St. Louis auf. Zwischen 1928 und 1932 nahm er in Dallas und Chicago für Paramount Records (mit Bernice Edwards und Sharlie English) und Victor Records („Ground Hog Blues“) auf.
Seine Erfahrungen als Reisender brachte er in „Ramblin’ Man“ und in „Ramblin' Blues“ (1928) ein:
Well I took this brownskin woman, from my best friend
And that rascal got lucky an’ stole her back again.

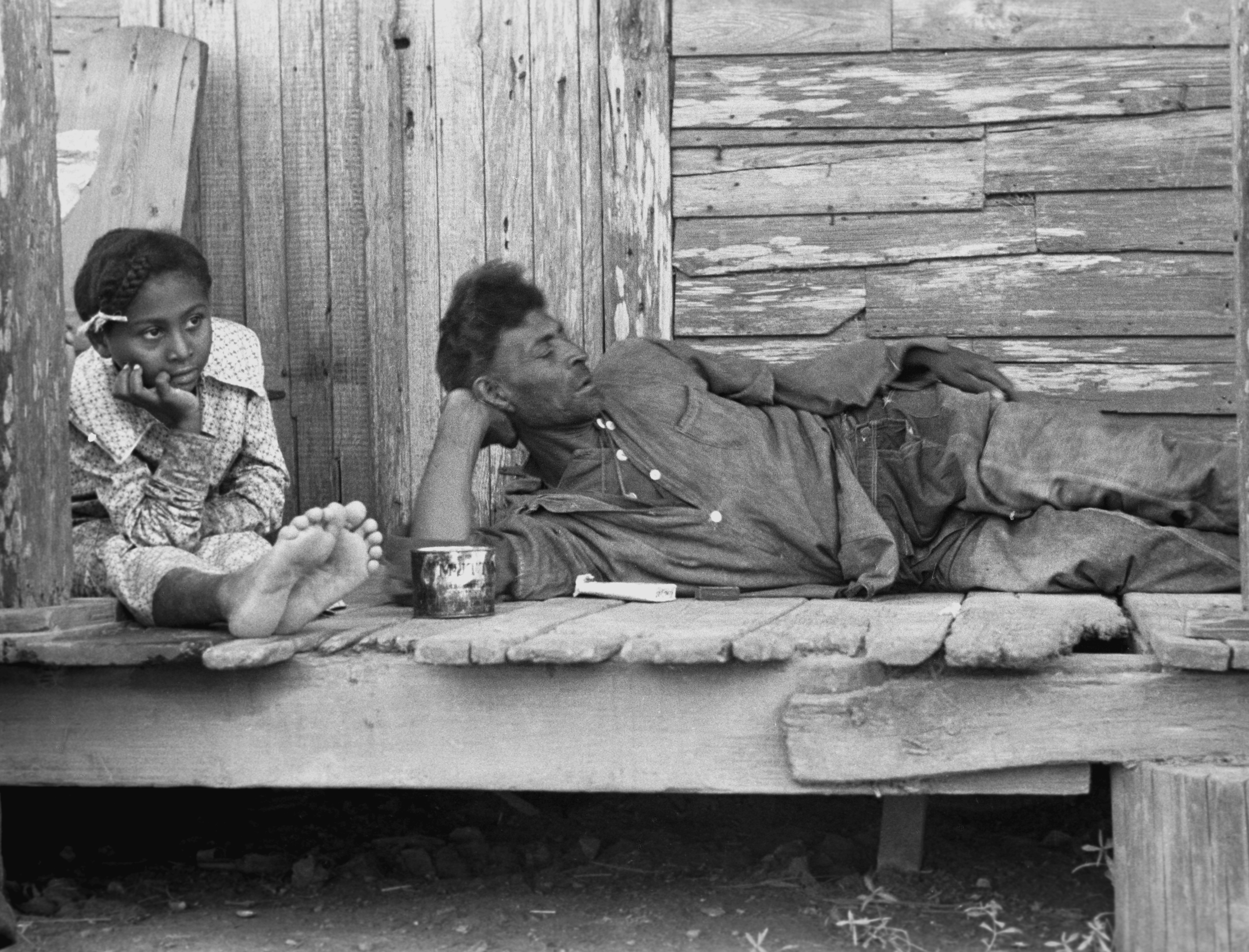
Arbeitslose Afroamerikaner, Plaquemines Parish, Louisiana (1935). Fotografie von Ben Shahn.

Im „No Job Blues“ verarbeitete er die Folgen von Arbeitslosigkeit, als er wegen eines Gesetzes des US-Kongress von 1887 wegen Vagabundentums in Alabama inhaftiert wurde:
I been walking all day, and all of the night too.
’Cause my meal-ticket woman have quit me, and I can’t find no work to do.
I pickin’ up the newspaper, and I look-ed pickin’ in the ads,
And the policeman came along, and he arrested me for vag.
(gesprochen) Now, boys, Yall ought to see me in my black and white suit, It won’t do!
Asked the judge, Judge, what may be my fine?
He said: 'Get you apick and shavel, and get up down and mine.' 
I’m a poor vag prisoner, working in the ice and snow,
I got to get me another meal-ticket woman, so I won’t have to work no more.
In „Hard Dallas Blues“ schilderte Thomas, wie wenig willkommen er sich in Dallas gefühlt hat:
And Dallas is hard, I don’t care how you work,
 There will be somebody covering on your pay-day to collect.
Man don’t never make Dallas your home,
When you look for your friends they will all be gone.
In den folgenden Jahren lebte er in Houston und in Fort Worth. Ramblin’ Thomas starb 1945 an den Folgen einer Tuberkulose-Erkrankung. Thomas soll Robert Johnson und Black Ace beeinflusst haben.